# Ophrys benacensis
Ophrys benacensis là một loài thực vật có hoa trong họ Lan. Loài này được (Reisigl) O. Danesch & E. Danesch & Ehrend. mô tả khoa học đầu tiên năm 1975.